# نهر تاباجوس
نهر تاباجوس (بالبرتغالية: Rio Tapajós‏) هو نهر في البرازيل، يمر عبر غابات الأمازون المطيرة وهو رافد رئيسي لنهر الأمازون. عندما يقترن مع نهر جوروينا، فإن تاباجوس يصل طوله حوالي 1,200 ميل (1,900 كـم) . وهو واحد من أكبر أنهار المياه الصافية،  يمثل حوالي 6 ٪ من المياه في حوض الأمازون.

## الدورة
يمر تاباجوس بمعظم طوله عبر ولاية بارا، لكن الجزء العلوي (الجنوبي) يشكل الحدود بين ولاية بارا وولاية أمازوناس. ويوجد المصدر عند تقاطع نهر جوروينا - تيليس بيريس ويمثل حوض نهر تاباخوس 6 في المائة من المياه في حوض الأمازون، مما يجعله خامس أكبر حوض في النظام.
من نهر أرينوس السفلي (أحد روافد جوروينا) إلى شلالات مارانهاو غراندي هي سلسلة متواصلة إلى حد ما من إعتام عدسة العين والمنحدرات الهائلة ؛ ولكن من مارانهاو غراندي إلى مصب تاباخوس، حوالي 188 ميل (303 كم)، يمكن للسفن الكبيرة الملاحة في النهر.
في آخر 100 ميل (160 كم) يتراوح عرضه بين 4 و 9 ميل (6.4 و 14.5 كم) ومعظمه عميق جدًا.

## جغرافيا
يتشكل نهر تاباجوس من الحدود الشرقية لمنتزه أمازونيا الوطني . من إتايتوبا وجنوب غرب البلاد، وهو جزء من الطريق السريع عبر الأمازون (BR-230) يتبع النهر، بينما يمتد جزء من BR-163 موازيا للنهر من سانتاريم والجنوب.
يقع قطب عدم القدرة على الوصول إلى أمريكا الجنوبية بالقرب من مصادر روافد تاباجوس، بالقرب من بلدة يوتياريتي
تم تسمية تاباجوس باسم شعب تاباجوس، وهي مجموعة منقرضة من السكان الأصليين من سانتاريم.
يعد تاباجوس أحد ثلاثة أنهار رئيسية في المياه الصافية في حوض الأمازون (الآخرون هم نهر شينجو ونهر توكانتين ؛ ويمكن القول أن هذا الأخير يقع خارج منطقة الامازون).   تشترك أنهار كليرووتر في الموصلية المنخفضة ومستويات منخفضة نسبيًا من المواد الصلبة الذائبة مع أنهار بلاك ووتر، ولكنها تختلف عن وجود هذه المياه التي تكون حمضية إلى حد ما فقط ( درجة الحموضة ~ 6.5)  واضحة جدًا مع لون مخضر.  الرغم من أن معظم الروافد في حوض تاباجوس هي أيضًا مياه نقية، إلا أن هناك استثناءات، بما في ذلك نهر براكو نورتي النهر الأسود (جنوب شرق سيرا دا كاشيمبو ).  حوالي 325 نوعًا من الأسماك معروفة في حوض نهر تاباجوس، بما في ذلك 65 نوعًا من النباتات المتوطنة .  تم اكتشاف الكثير من هذه الأنواع فقط خلال العقد الماضي، وتشير تقديرات متحفظة إلى أن أكثر من 500 نوع من الأسماك سيتم التعرف عليها في نهاية المطاف في حوض النهر. 

## علم البيئة

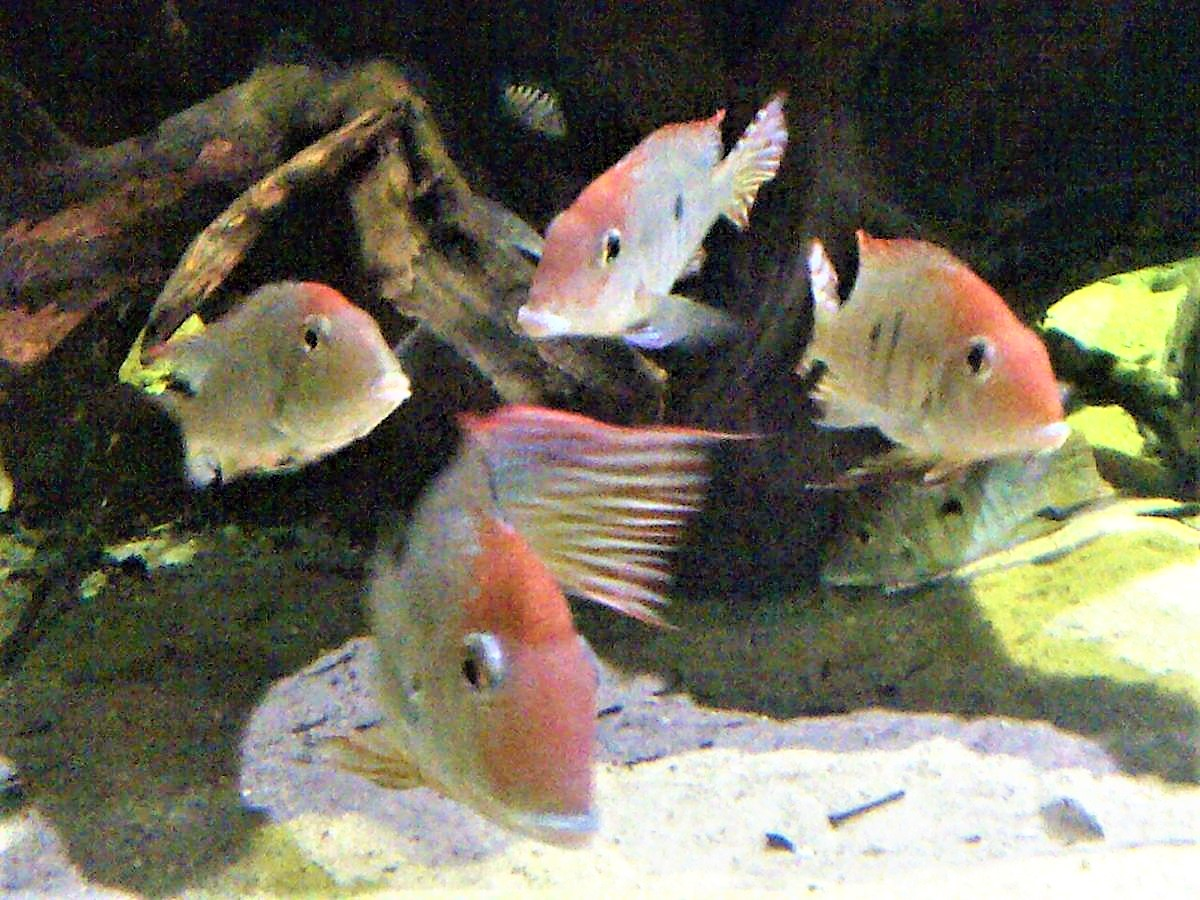
"رأس برتقالي" Geophagus صنف من أسماك. غير موصوفة معروف فقط من حوض تاباجوس السفلي

تاباجوس هو واحد من ثلاثة أنهار رئيسية للمياه الصافية في حوض الأمازون (أما الأنهار الأخرى فهي شينغو وتوكانتين ؛ يمكن القول إن الأخير خارج الأمازون). تشترك أنهار المياه الصافية في الموصلية المنخفضة والمستويات المنخفضة نسبيًا من المواد الصلبة المذابة مع أنهار المياه السوداء، ولكنها تختلف عن هذه الأنهار في وجود مياه تكون حمضية إلى حد ما فقط (درجة الحموضة النموذجية ~ 6.5) وواضحة جدًا بلون مخضر. على الرغم من أن معظم الروافد في حوض تاباخوس هي أيضًا مياه صافية، إلا أن هناك استثناءات، بما في ذلك نهر براكو نورتي (جنوب شرق منطقة سيرا دو كاشيمبو). يُعرف حوالي 325 نوعًا من الأسماك من حوض نهر تاباجوس، بما في ذلك 65 نوعًا مستوطنًا. تم اكتشاف العديد من هذه فقط خلال العقد الماضي، وتشير تقديرات متحفظة إلى أنه سيتم التعرف على أكثر من 500 نوع من الأسماك في نهاية المطاف في حوض النهر.

## السدود المقترحة
تتعرض الأسماك، إلى جانب العديد من الأنواع المستوطنة الأخرى من النباتات والحيوانات، للتهديد من قبل سدود تاباجوس المعقدة للطاقة الكهرومائية المخطط لها على النهر. أكبر هذه المشاريع هو سد ساو لويز دو تاباجوس، الذي تم تعليق عملية الترخيص البيئي - لم يتم إلغاؤه بعد - من قبل المعهد البرازيلي للبيئة والموارد الطبيعية المتجددة بسبب آثاره المتوقعة على مجتمعات السكان الأصليين والأنهار. وآخر هي محطة الطاقة الكهرومائية مخطط لها. سد ثالث، وهو سد تشاكوراو المثير للجدل، سيُغرِق مساحة كبيرة من إقليم موندروكو للسكان الأصليين.
السدود جزء من خطة لتحويل تاباجوس إلى ممر مائي للصنادل لنقل فول الصويا من ماتو جروسو إلى موانئ نهر الأمازون. سلسلة مستمرة من السدود، مع أقفال، ستقضي على المنحدرات والشلالات اليوم. أشارت صحيفة واشنطن بوست إلى هذه القضية على أنها المعركة التالية حول إنقاذ منطقة الأمازون نتيجة للجدل الدائر حول مجتمعات السكان الأصليين والحكومة البرازيلية والشركات متعددة الجنسيات الكبيرة والمنظمات البيئية الدولية.